# Rozsypne
Rozsypne (ukrajinsky Розсипне; rusky Рассыпное – Rassypnoje) je sídlo městského typu v Doněcké oblasti na Ukrajině. Leží 18 kilometrů severně od města Torez, pod které z hlediska správy náleží, a v roce 2014 mělo zhruba pět tisíc obyvatel. Od roku 2014 se Rozsypne nachází v části Doněcké oblasti kontrolované separatistickou Doněckou lidovou republikou.

## Dějiny
Sídlem městského typu se Rozsypne stalo v roce 1956.
V roce 2014 při havárii letu 17 malajsijských aerolinek dopadl na jih Rozsypného kokpit letadla.